# 로커스트 (음악 그룹)
로커스트는 1980년에서 1981년까지 활동했던 대한민국의 그룹사운드이다.

## 구성원
- 리드보컬: 김태민
- 기타: 한태준
- 베이스: 이성의
- 오르간:김성배
- 드럼:김기태

## 가수활동
1980년 초에 연세대. 고려대에 재학 중인 친구 사이의 남자 대학생 4명이 주축이 되어 4인조 그룹이 결성되었다. 그해 6월에 리드보컬 김태민(덕성여대)이 가입하면서 5인조 그룹이 되었다. 그러던중 1980년 제3회 TBC 젊은이의 가요제에서 '하늘색 꿈'으로 최우수상과 가창상을 수상하였다. 이후 활발한 가수 활동중 1981년 KBS 젊음의 대축제를 마지막으로 공식 해체되었다. 그 당시 보컬이었던 김태민 씨가 2004년에 가수 활동을 재개하여 지금까지 활동 중이다.

## 대표곡
- 하늘색 꿈, 내가 말했잖아